# Wodna (Trzebinia)
Wodna – osiedle miasta Trzebinia, w powiecie chrzanowskim, w województwie małopolskim.
Do 1956 roku Wodna była wsią. W tym też roku została osiedlem (gmina o charakterze miejskim, niebędąca miastem), którym pozostała do końca 1961 roku. W skład osiedla Wodna weszły dawne wsie: Wodna, Trzebionka i Górka. W 1961 roku osiedle Wodna włączono do miasta Trzebinia. Obecnie te trzy miejscowości są osiedlami (jednostki pomocnicze) miasta Trzebinia.
Na terenie Wodnej zlokalizowane były zakłady przemysłowe: Elektrownia Okręgowa Zagłębia Krakowskiego Siersza-Wodna (obecnie ENION SA – BZE Rejon Trzebinia-Siersza), kopalnia rud cynkowo-ołowiowych Włodzimierz (obecnie Zakłady Górnicze Trzebionka) i stacja kolejowa Trzebinia Siersza Wodna.
W Wodnej znajduje się również kościół rzymskokatolicki pw. św. Barbary. Kościół ten wraz z klasztorem sióstr felicjanek i szkołą powszechną powstał pod koniec XIX wieku (budowę rozpoczęto w 1892 roku) i był ufundowany przez Krystynę z Branickich, hrabinę Potocką, od której imienia rejon, gdzie się znajduje nazywa się obecnie: Krystynów. W 1947 r. utworzono parafię pw. św. Barbary, obejmującą Wodną, Trzebionkę i Krze.